# 3.º governo do Vintismo
O 3.º governo do Vintismo, nomeado a 28 de Maio e exonerado a 1 de Junho de 1823, no contexto das convulsões políticas da Vilafrancada, foi inicialmente dominado por José António Faria de Carvalho, na qualidade de Ministro e Secretário de Estado dos Negócios do Reino, tendo este sido substituido por Marciano de Azevedo quando desertou (juntamente com os ministros da Guerra e dos Negócios Estrangeiros, José Maria das Neves Costa e Hermano José Braamcamp do Sobral) para o lado de D. Miguel em Santarém.
A sua constituição era a seguinte:
| Cargo                                                     | Detentor                          | Período                                 |
| --------------------------------------------------------- | --------------------------------- | --------------------------------------- |
| Ministro e Secretário de Estado dos Negócios do Reino     | José António Faria de Carvalho    | 28 de Maio de 1823 a 30 de Maio de 1823 |
| Ministro e Secretário de Estado dos Negócios do Reino     | Marciano de Azevedo               | 30 de Maio de 1823 a 1 de Junho de 1823 |
| Ministro e Secretário de Estado dos Negócios da Justiça   | José António Guerreiro            | 28 de Maio de 1823 a 1 de Junho 1823    |
| Ministro e Secretário de Estado dos Negócios da Marinha   | D. Manuel João Locio              | 28 de Maio de 1823 a 1 de Junho de 1823 |
| Ministro e Secretário de Estado dos Negócios da Fazenda   | José Xavier Mouzinho da Silveira  | 28 de Maio de 1823 a 1 de Junho de 1823 |
| Ministro e Secretário de Estado dos Negócios da Guerra    | José António Guerreiro (interino) | 28 de Maio de 1823 a 30 de Maio de 1823 |
| Ministro e Secretário de Estado dos Negócios da Guerra    | José Maria das Neves Costa        | 30 de Maio de 1823                      |
| Ministro e Secretário de Estado dos Negócios da Guerra    | José Máximo Fonseca Rangel        | 30 de Maio de 1823 a 1 de Junho de 1823 |
| Ministro e Secretário de Estado dos Negócios Estrangeiros | Hermano José Braamcamp do Sobral  | 28 de Maio de 1823 a 30 de Maio de 1823 |
| Ministro e Secretário de Estado dos Negócios Estrangeiros | João Francisco de Oliveira        | 30 de Maio de 1823 a 1 de Junho de 1823 |

## Galeria

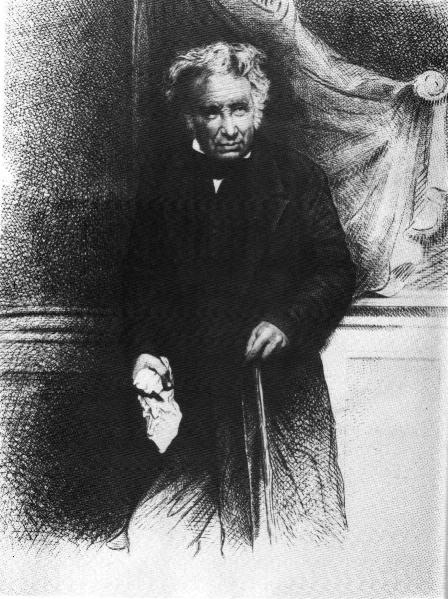
José Xavier Mouzinho da Silveira, ministro e secretário de Estado dos Negócios da Fazenda
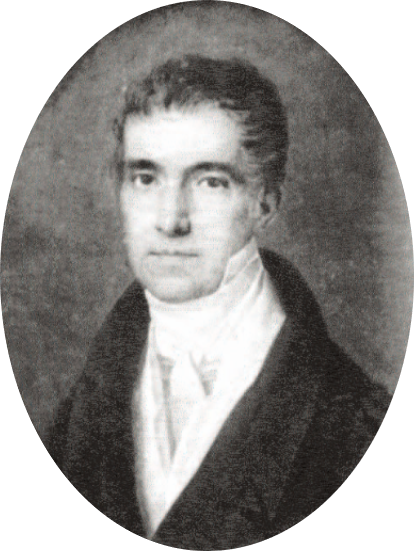
Hermano José Braamcamp de Almeida Castelo Branco, ministro e secretário de Estado dos Negócios Estrangeiros (mai. 1823)
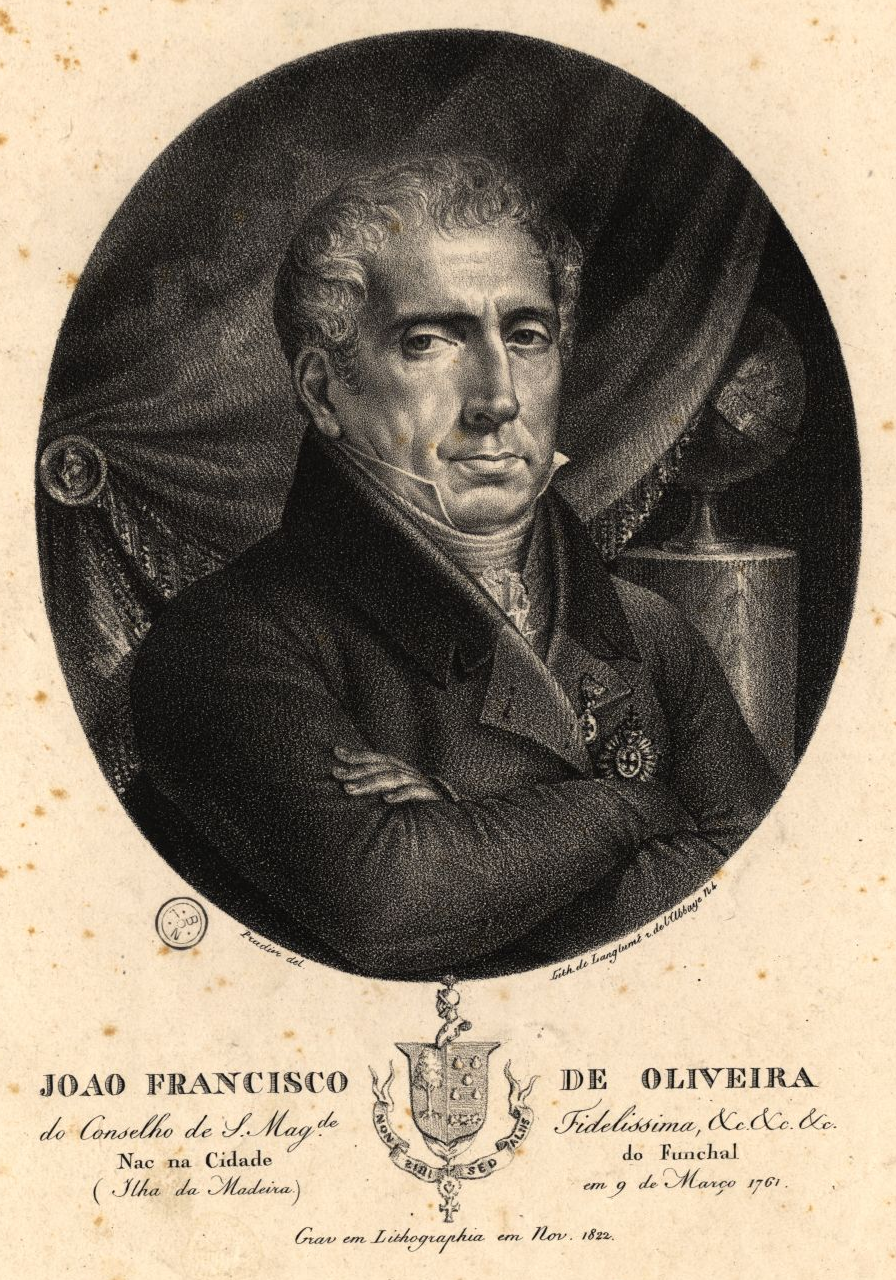
João Francisco de Oliveira, Ministro e Secretário de Estado dos Negócios Estrangeiros